# Chthonius brandmayri
Chthonius brandmayri är en spindeldjursart som beskrevs av Giuliano Callaini 1986. Chthonius brandmayri ingår i släktet Chthonius och familjen käkklokrypare. Inga underarter finns listade i Catalogue of Life.